# Narkomfin-Kommunehaus

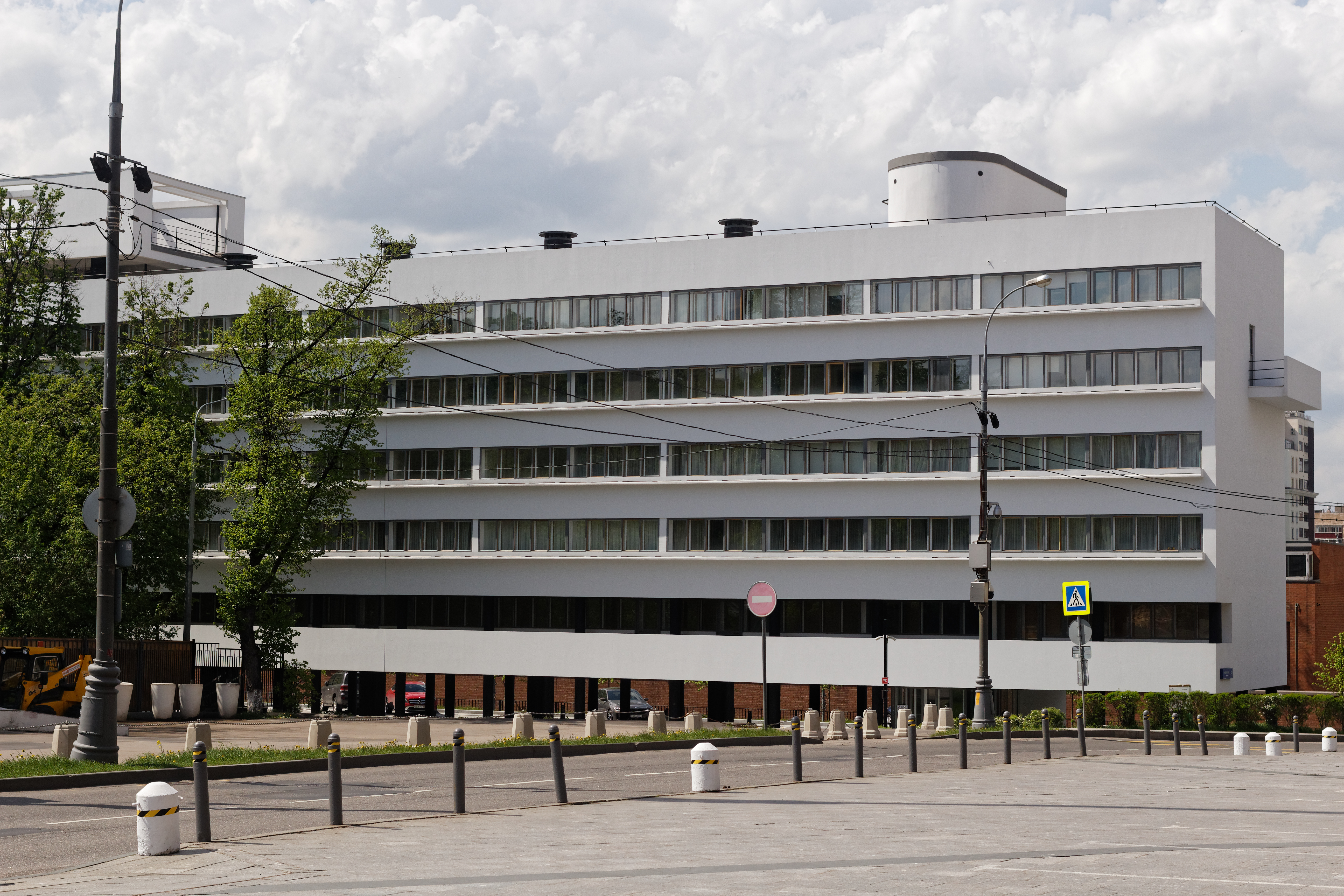
Das Narkomfin-Kommunehaus 2021, Blick auf den Wohntrakt.

Das Narkomfin-Kommunehaus (russisch Дом Наркомфина Dom Narkomfina) ist ein 1928–1930 gebautes Gebäude der Architekten Moissei Ginsburg und Ignati Milinis am Moskauer Gartenring und eines der bedeutendsten Bauwerke des Konstruktivismus und der Moderne überhaupt. Das Gebäude wird von dem ICOMOS mit weiteren Gebäuden des Konstruktivismus als Weltkulturerbe empfohlen.
Nach jahrzehntelangem Leerstand und schweren Vandalismus- und Altersschäden wurde das Gebäude 2017 bis 2020 restauriert, nachdem es bereits mehrfach auf der Liste gefährdeter Kulturdenkmäler des World Monuments Fund stand.

## Geschichte

### Vorgeschichte
Nach der Oktoberrevolution forderten die russischen Architekten, insbesondere die Konstruktivisten die Rationalisierung des Bauwesens und die Emanzipation der Frau von der Hausarbeit. Dabei ging es auch um die Form der neuen sozialistischen Lebensweise. Die Notwendigkeit der vollständigen Vergesellschaftung der Lebensweise wurde ebenso diskutiert, wie die Typologie sozialistischer Städte.
1926 veranstaltete die OSA einen kollegialen Wettbewerb für ein Kommunehaus. Der Idee der Kommunehäuser liegt das Prinzip kollektiver Küchen, Speiseräume, teilweise auch öffentlicher Sanitärausstattung, sowie Kindergärten und Wäschereien zugrunde. Ausgehend von den eingereichten Entwürfen arbeitete man in der ab 1928 bestehenden Sektion für Typenbauten bei Stroikom an der Rationalisierung der Wohnungen weiter. Die Sektion arbeitete unter der Leitung von Moissei Ginsburg. Man übernahm Elemente der verschiedenen Entwürfe und schuf daraus verschiedene Wohnungstypen. Die Wohnungstypen, deren Zweckmäßigkeit aufwendig berechnet und analysiert wurde, wurden als Typ A, B, C, D, E und F bezeichnet, wobei Typ F als der optimale galt.
Es handelte sich hierbei jedoch nicht um eine völlige Durchsetzung des Kommunehauses, denn die Wohnungen waren nicht völlig vergesellschaftet, d. h. Familien lebten zusammen und es gab auch Toiletten und Küchen auf den Zimmern. Diese Wohnungstypen wurden als „Übergangstypen“ bezeichnet. Beim Narkomfin-Kommunehaus handelt es sich um ein solches Haus des „Übergangstyps“.

### Planung und Bau
Das Gebäude war ursprünglich für die Beamten des Volkskommissariats für Finanzen (Narodnij Komitet Finanzow, daher auch der Name) vorgesehen. Das Volkskommissariat für Finanzen, welches 1924–29 unter der Leitung von Nikolai Miljutin stand, war auch der Auftraggeber für das Bauwerk. Ob Miljutins, der nicht nur Behörden-Chef war, sondern auch ein Buch über die Theorie des Städtebaus geschrieben hat, am Entwurf teilweise beteiligt war, ist unklar. Das Gebäude wurde von den Architekten Moissei Ginsburg und Ignati Milinis, dem Ingenieur Sergei Prochorow von TECHBETON entworfen. Die Farbgestaltung wurde dem deutschen Farbspezialisten Hinnerk Scheper, vom Bauhaus Dessau, anvertraut.
Der Bau wurde 1928 begonnen und 1930 beendet.

### Geschichte seit 1930
In späterer Zeit wurden Wohnungen teilweise umgebaut, ein zusätzliches Treppenhaus eingebaut und das Erdgeschoss vermauert. In jüngster Zeit bis 2017 litt das Gebäude unter schweren Vandalismus- und Altersschäden.
2017 begann nach Plänen des Enkels von Moissei Ginsburg, Alexei Ginsburg, die denkmalpflegerische Sanierung und Rekonstruktion des Gebäudes, die durch die Sberbank finanziert und 2020 abgeschlossen wurde.

### Zustand 1930er-Jahre (Fotograf: Robert Byron)

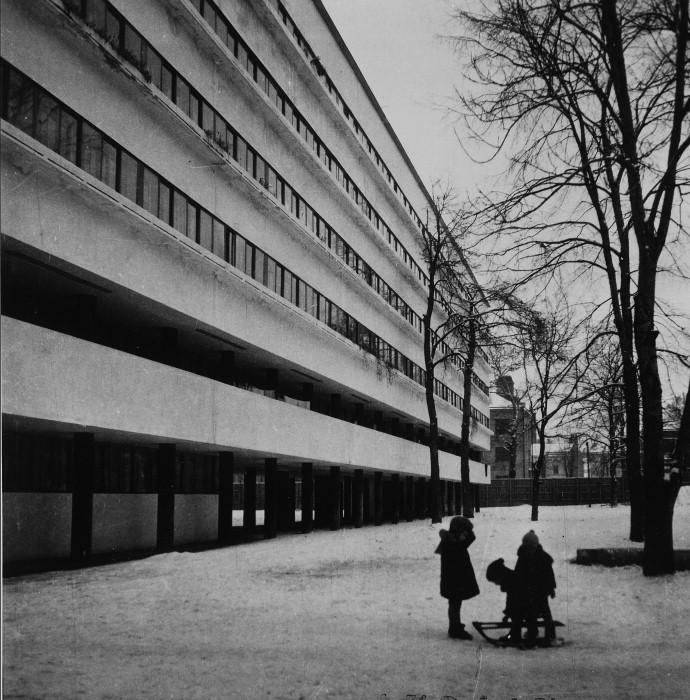
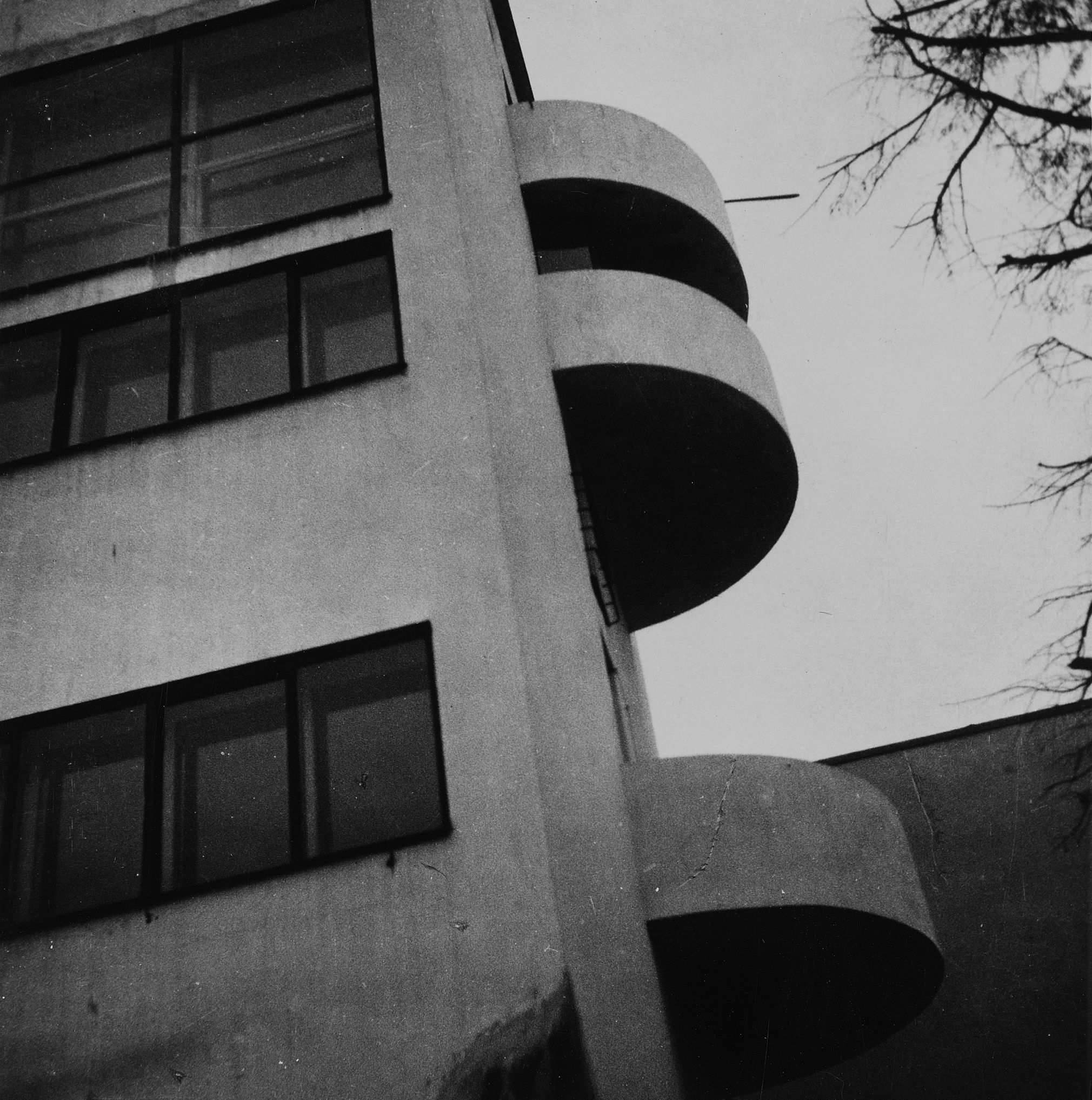
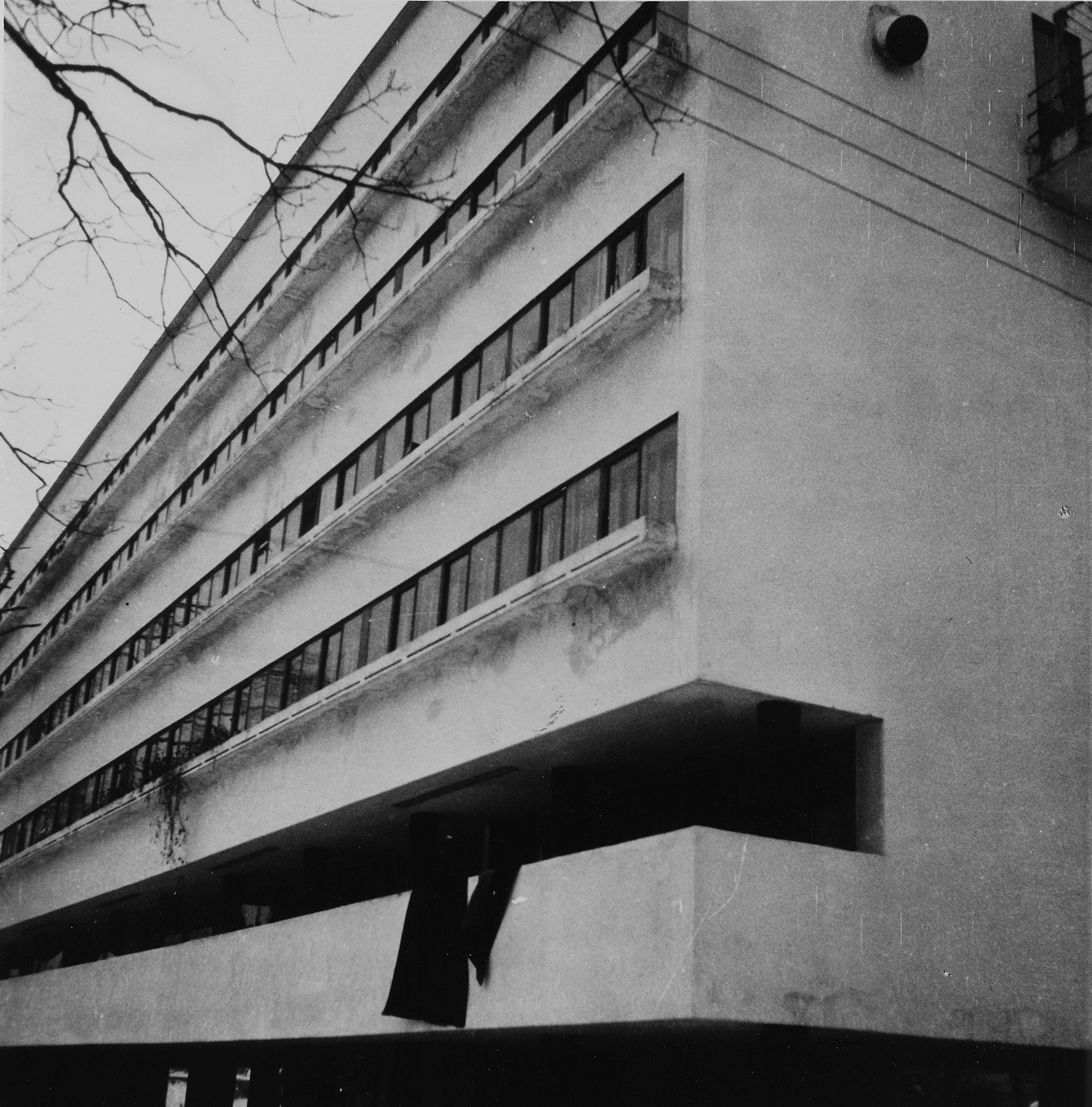

## Galerie

### Zustand 2017 (vor der Restaurierung)

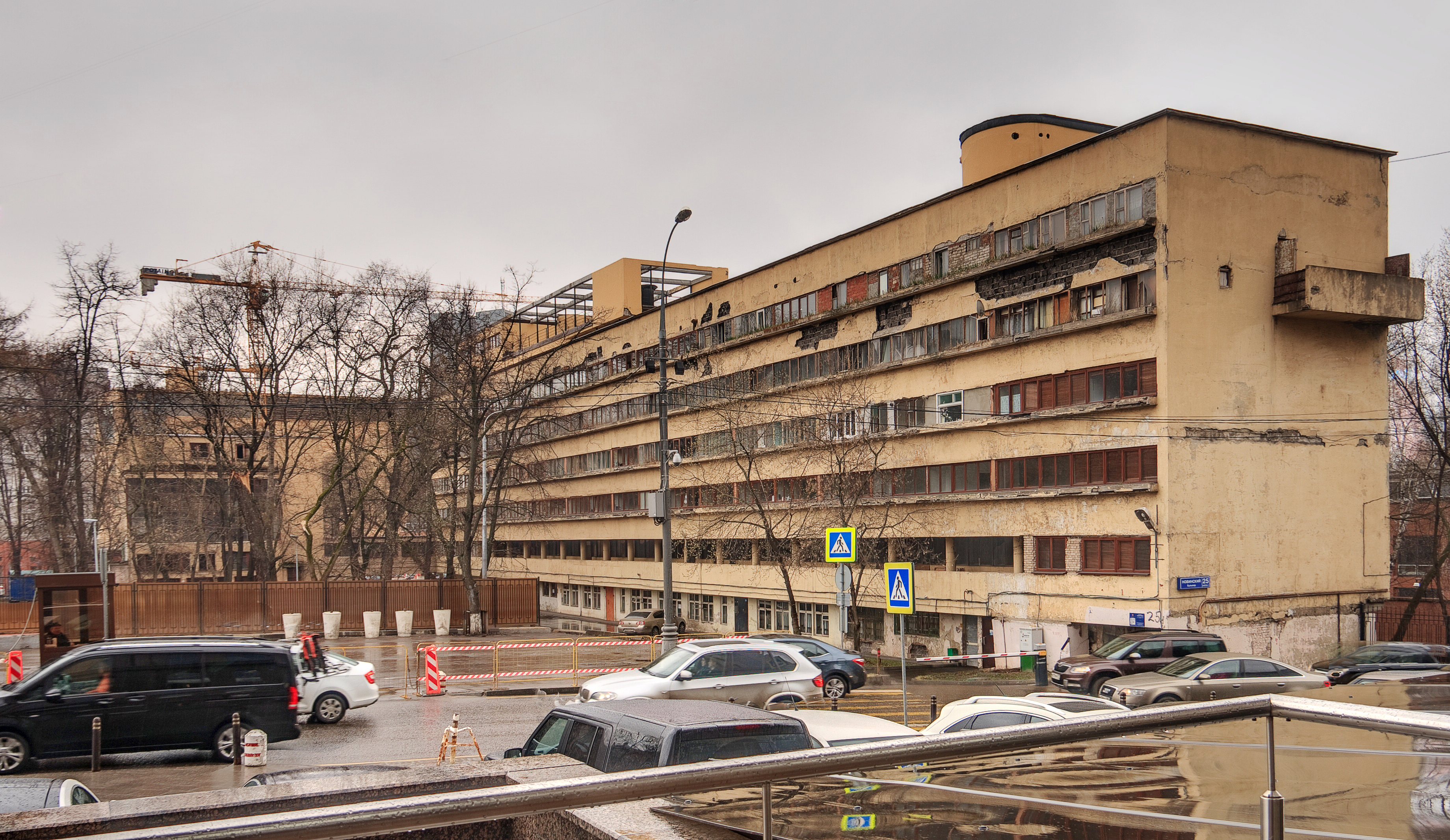
Gesamtansicht
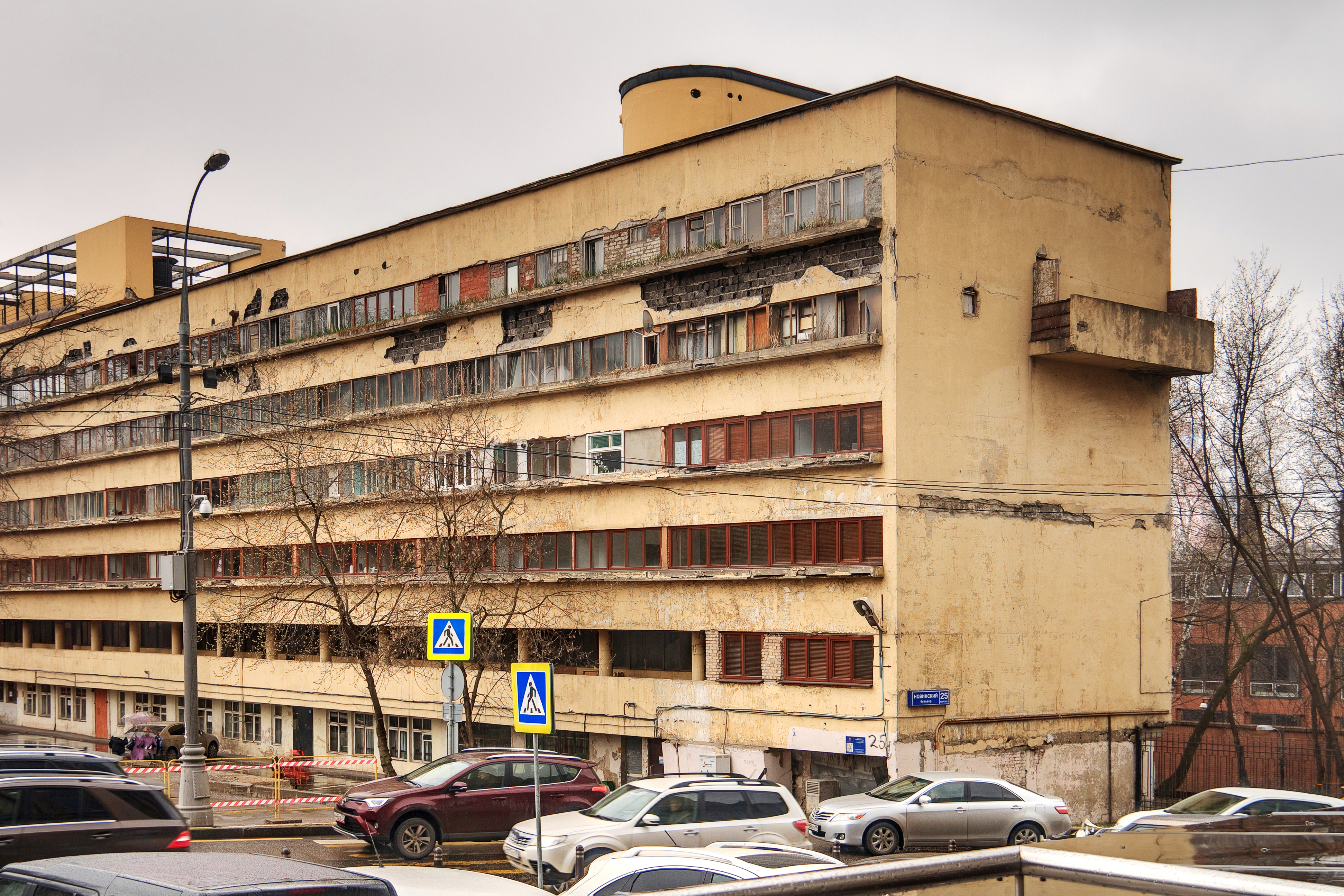
Wohntrakt
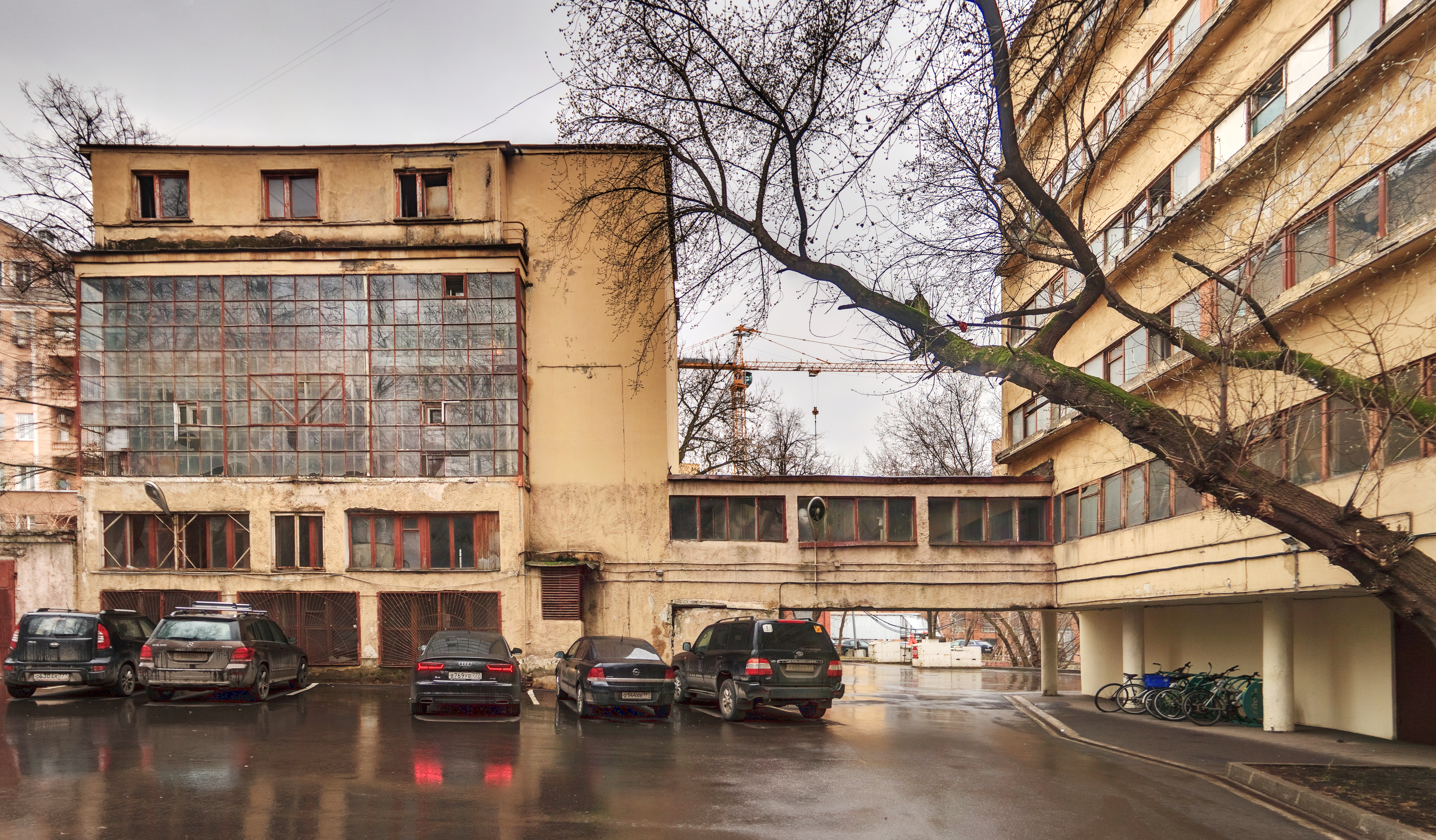
Gemeinschaftsgebäude
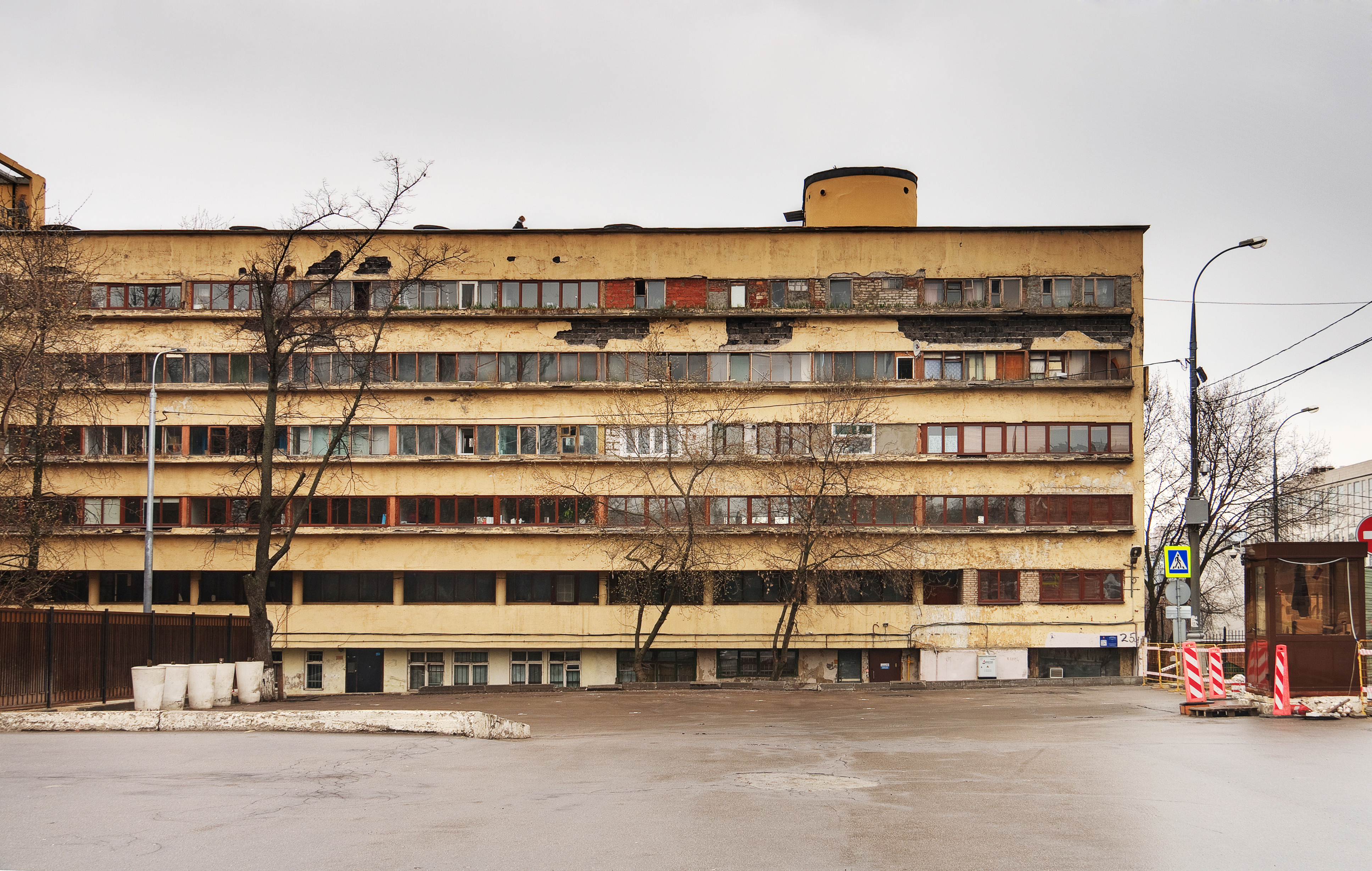
Wohntrakt. Fassade

### Zustand 2019 während und nach der Restaurierung 2020–22

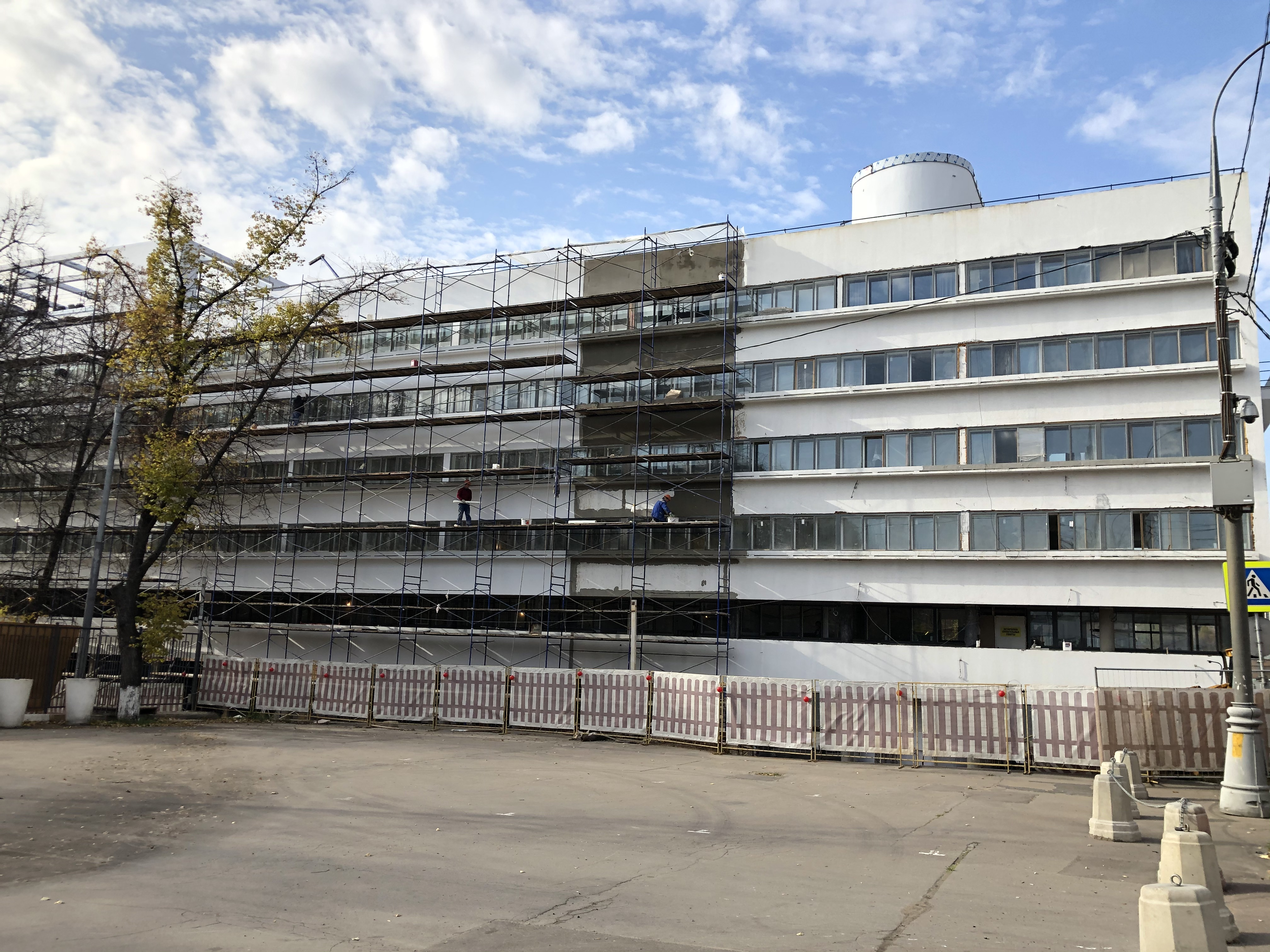
Beginn der Restaurierung
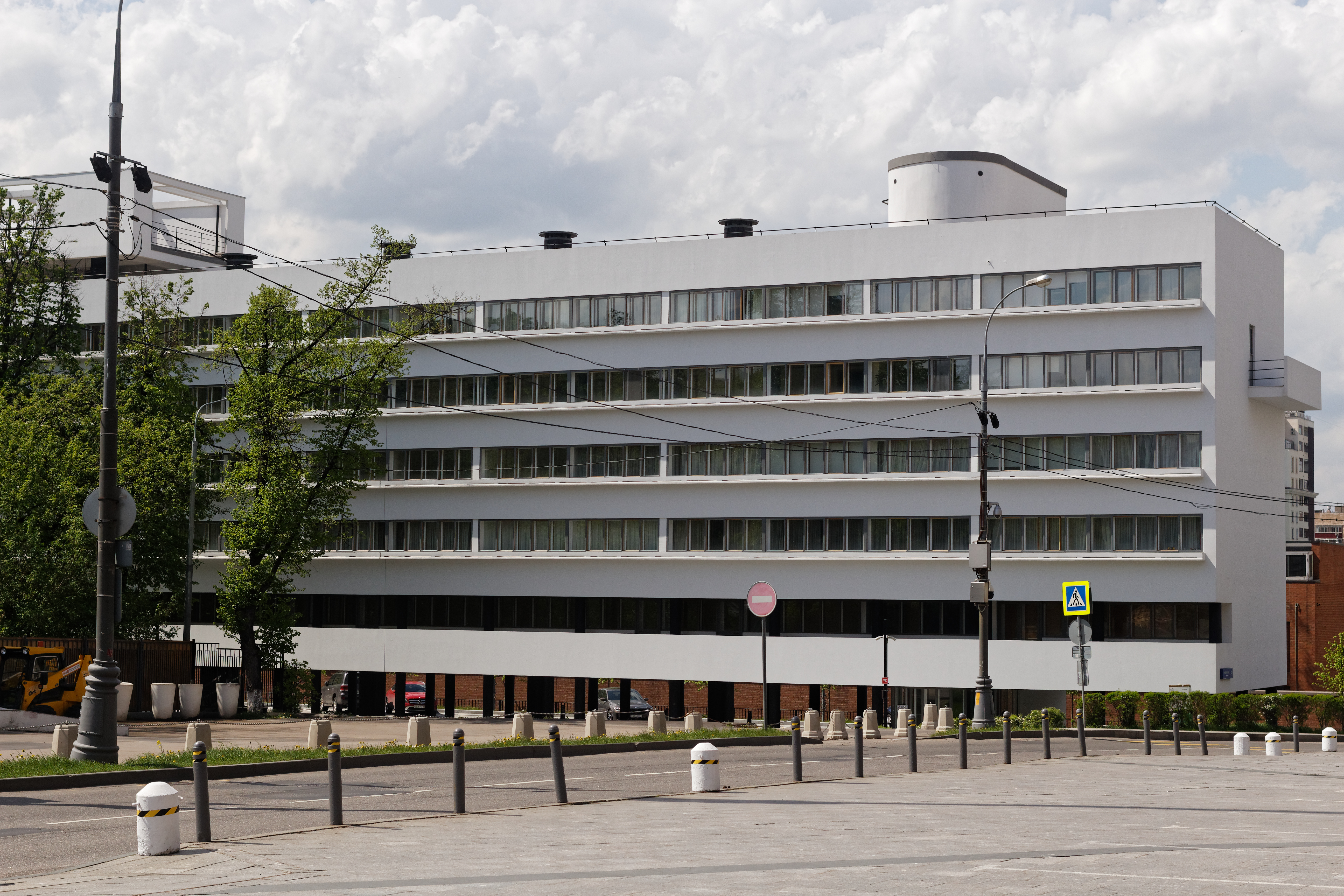
Blick auf das renovierte Narkomfin-Haus von der Seite des Novinsky-Boulevards, Mai 2021
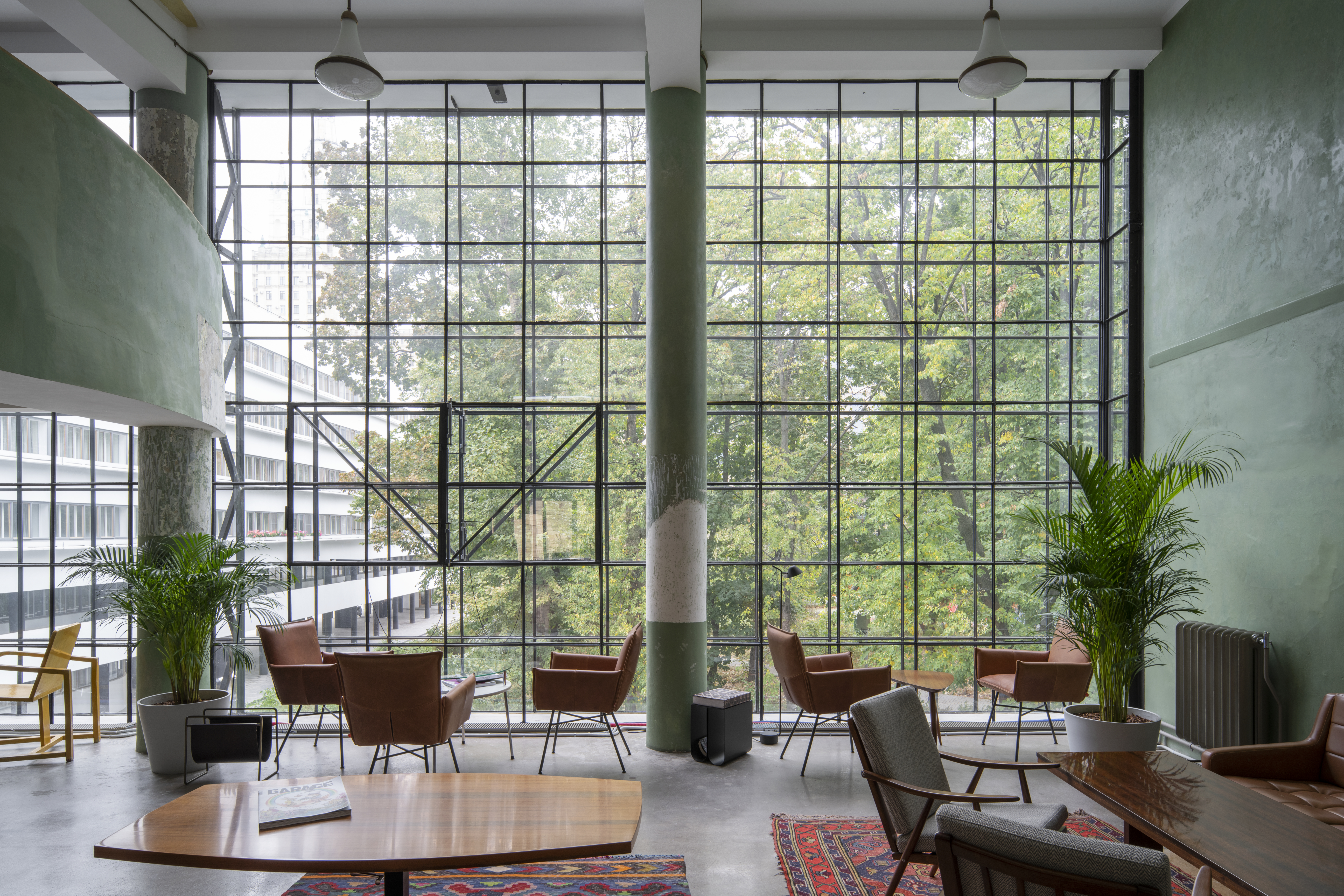
Café „NRKMFN“
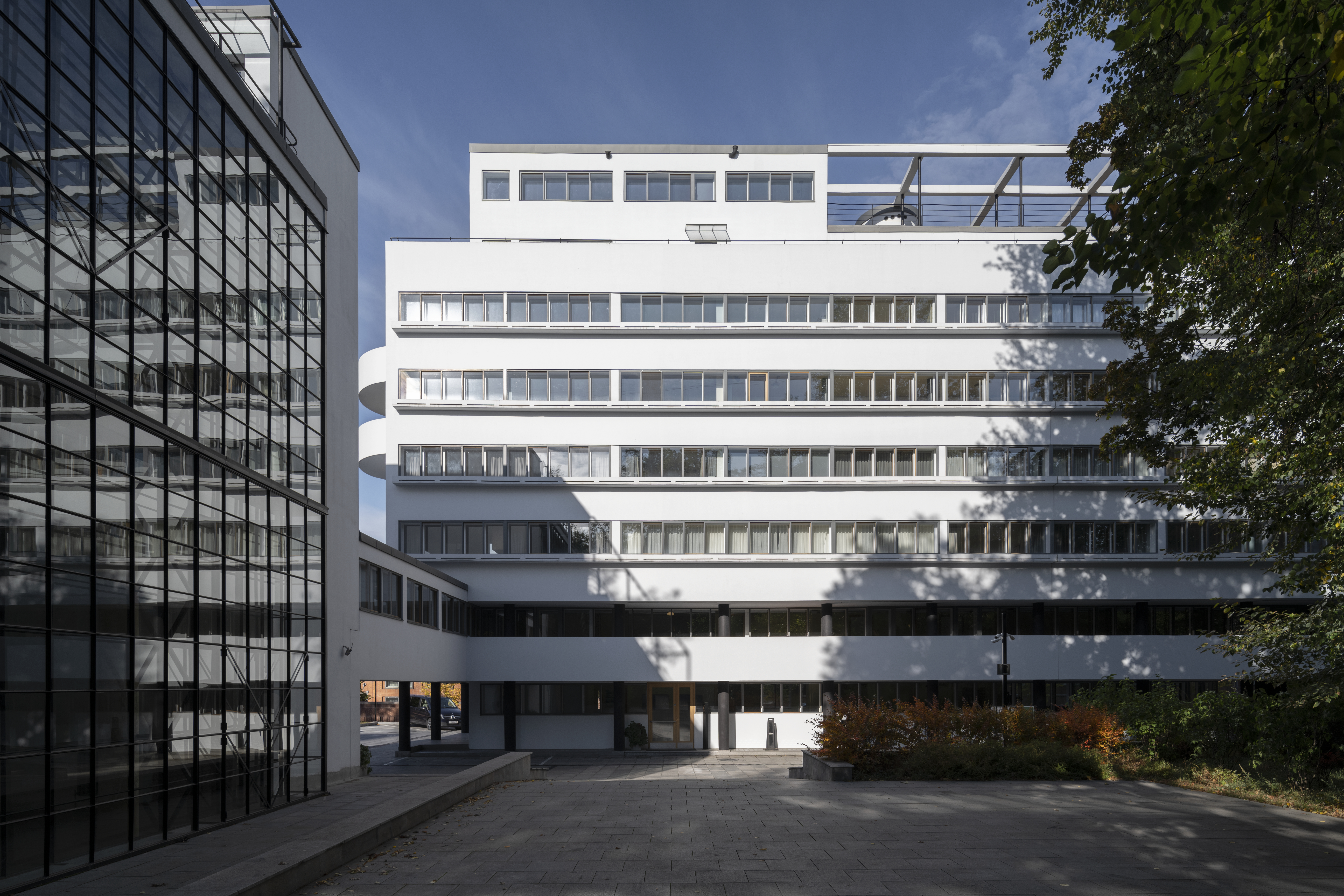
Blick auf den Wohntrakt und links der Gemeinschaftsbau

## Rezeption
Der britische Schriftsteller und Fotograf Robert Byron widmete dem Narkomfin-Kommunehaus eine Anzahl von Fotografien.
Das Narkomfin-Kommunehaus inspirierte Le Corbusier für seinen Entwurf der Unité d’Habitation sowie Mosche Safdie bei seinem Entwurf des Habitat 67. Im Stalinismus fand der Konstruktivismus allgemein wenig Beachtung, Ginsburg selber entwarf in dieser Zeit Gebäude im Stil des Sozialistischen Klassizismus.
Der ehemalige Moskauer Bürgermeister Juri Luschkow sagte bei der Eröffnung der Nowinski-Shoppingpassage: „Was eine Freude, dass in unserer Stadt solche wundervollen Shoppingcenter entstehen, nicht solcher Müll“ während er auf das Narkomfin-Kommunehaus zeigte.
Der Worlds Monument Fund hatte vor der Restaurierung das Narkomfin-Kommunehaus wiederholt auf die Liste der gefährdeten Bauwerke gesetzt. Nach Meinung der ICOMOS müsste das Narkomfin-Kommunehaus mit weiteren Gebäuden des Konstruktivismus auf die Liste des Weltkulturerbes gesetzt werden, wofür jedoch ein Antrag aus Russland vorliegen müsste.